# Mikołaj Woubishet
Mikołaj Woubishet (ur. 6 grudnia 1983 w Krakowie) – polski aktor filmowy i telewizyjny.

## Życiorys
W latach 1991–1998 grał w teatrze dziecięcym Tintilo, w 1997–2004 grał epizodyczną rolę Adama w Klanie, w 1998 zagrał Omola w Poczcie Rabindranatha Tagore w reżyserii Macieja Prusa w Teatrze Telewizji. Absolwent (rocznik 2009) Wydziału Aktorskiego we Wrocławiu Państwowej Wyższej Szkoły Teatralnej im. Ludwika Solskiego w Krakowie.
W 2008 zdobył I nagrodę w Konkursie Aktorskiej Interpretacji Piosenki na XXIX Przeglądzie Piosenki Aktorskiej we Wrocławiu. W latach 2008–2009 grał rolę dra Asłana Dagarewa w serialu Pierwsza miłość. Od sezonu 2009/2010 jest aktorem Teatru Muzycznego Capitol we Wrocławiu.
W 2023 roku został obsadzony w roli tytułowej musicalu Czarny Szekspir stworzonego przez Jacka Mikołajczyka, wystawianego w Teatrze Syrena. Inspiracją do powstania musicalu był życiorys Iry Aldridge’a, pierwszego czarnoskórego aktora grającego dla międzynarodowej publiczności w dramatach Szekspira.

## Filmografia
| Rok       | Tytuł                | Rola | Uwagi                |
| --------- | -------------------- | --- | -------------------- |
| 1997      | Poczta               | Omol | spektakl telewizyjny |
| 2000–2001 | Klan                 | Adam, kolega Daniela i Agaty Wilczyńskiej z International American School                                |                      |
| 2000      | 13 posterunek 2      | | odc. 13              |
| 2002      | Samo życie           | chłopak                                                                                                  | odc. 34              |
| 2007      | Biwak                | Michał                                                                                                   | etiuda szkolna       |
| 2008–2009 | Pierwsza miłość      | Asłan Dagarev, Afgańczyk, lekarz na oddziale położniczo-ginekologicznym Szpitala Kolejowego we Wrocławiu |                      |
| 2009      | Afonia i pszczoły    | |                      |
| 2011      | Prosto w serce       | barman                                                                                                   | odc. 62, 63          |
| 2011      | Galeria              | stylista                                                                                                 | odc. 51–55           |
| 2015      | Nie rób scen         | student                                                                                                  | odc. 6               |
| 2016      | Druga szansa         | mężczyzna z barobusu                                                                                     | odc. 9               |
| 2018      | Na sygnale           | Rachim                                                                                                   | odc. 175             |
| 2018      | Na dobre i na złe    | Faith, mąż Lucyny                                                                                        | odc. 694             |
| 2020      | Król                 | kelner Ahmed                                                                                             |                      |
| 2020      | Żywioły Saszy. Ogień | Abdullah                                                                                                 |                      |
| 2021      | Papiery na szczęście | gangster                                                                                                 | odc. 26              |